# Urał Jekaterynburg (szachy)
Urał Jekaterynburg – rosyjski klub szachowy z siedzibą w Jekaterynburgu, dwukrotny mistrz Rosji, zdobywca Pucharu Europy w 2008 roku.

## Historia
Klub powstał w 2003 roku z inicjatywy Nauma Raszkowskiego. Dyrektorem wykonawczym klubu został Boris Fradkin, a w znalezieniu funduszy na jego funkcjonowanie aktywnie przyczynił się pracujący przy gubernatorze obwodu swierdłowskiego Wieniamin Maksowicz Gołubicki. W związku z tym na sugestię Fradkina, celem uczczenia Gołubickiego, klub został nazwany Maks Wien (ros. «Макс Вен»). Już w 2003 roku zespół zadebiutował w Priemjer-Lidze, zajmując wówczas piąte miejsce. W sezonie 2004 Maks Wien zajął trzecią pozycję w mistrzostwach kraju, za Tomskiem-400 i Norilskim Niklem Norylsk. Również w 2004 roku zespół zadebiutował w Pucharze Europy. Na pierwszej szachownicy klub reprezentował wówczas Garri Kasparow. Rosyjski klub wygrał wówczas z KSK Rochade Eupen-Kelmis, Ładją Kazań, Wieśninką Mińsk, Zalaegerszegi Csuti SK i Beer Sheva Chess Club, zremisował z Bosną Sarajewo i przegrał z NAO Chess Club. W końcowej klasyfikacji Maks Wien zajął czwarte miejsce. W sezonie 2005 klub zdobył wicemistrzostwo kraju, kończąc rozgrywki za Tomskiem-400.
W 2006 roku klub zmienił nazwę na Urał. Klub zdobył wówczas tytuł mistrza Rosji, w klasyfikacji uzyskując identyczną liczbę punktów co TPS Sarańsk i pokonując ten klub o pół punktu w rankingu małych punktów. W kadrze zespołu znajdowali się wówczas Aleksandr Griszczuk, Aleksiej Szyrow, Wladimir Hakopian, Aleksiej Driejew, Władimir Małachow, Aleksandr Motylow, Konstantin Sakajew i Aleksiej Aleksandrow. W Pucharze Europy Urał zajął trzecie miejsce, za Tomskiem-400 i Ładją Kazań. Klub nie przegrał wówczas żadnego spotkania, odnosząc zwycięstwa nad SV Wollishofen, SG Zürich, Beer Sheva Chess Club, Elarą Czeboksary oraz Werderem Brema, a także remisując z Bank King Erywań i Ładją Kazań. W 2007 roku zespół zajął drugie miejsce w Priemjer-Lidze oraz Pucharze Europy (wygrane z CRELEL Liège, KSH Prishtina, Wieśninką Mińsk, Ashdod City Club i Bosną Sarajewo, remisy z Tomskiem-400 i Clichy-Echecs 92). 
W sezonie 2008 zespół zdobył drugie mistrzostwo kraju. W Pucharze Europy odniesiono zwycięstwa nad KSK Rochade Eupen-Kelmis, Barbican Chess Club, ŠK Široki Brijeg, ŠK Zagreb, Ashdod-Illit City Club i SV Mülheim-Nord, ponadto klub przegrał z Miką Erywań. Urał triumfował w końcowej klasyfikacji, kończąc turniej przez OSG Baden-Baden i PVK Kijów. Skład drużyny stanowili wówczas Teymur Rəcəbov, Gata Kamski, Aleksiej Szyrow, Aleksandr Griszczuk, Władimir Małachow, Aleksandr Motylow, Aleksiej Driejew i Nuchim Raszkowski. Rok 2009 klub zakończył zdobyciem trzeciej pozycji zarówno w mistrzostwach kraju, jak i w Pucharze Europy. W europejskich rozgrywkach zespół wygrał z ASVÖ Pamhagen, KSK Rochade Eupen-Kelmis, Werderem Brema, 1. Novoborským ŠK i Huskiem Wiedeń oraz zremisował z A DAN DZO & PGMB Ługańsk i przegrał z Miką Erywań. W sezonie 2010 Urał zajął piąte miejsce w Priemjer-Lidze, a także dziesiąte w Pucharze Europy. Następnie klub wycofał się z rozgrywek Priemjer-Ligi.

## Arcymistrzowie w historii klubu
- Aleksiej Aleksandrow[20]
- Jewgienij Bariejew[21]
- Ołeksandr Bielawski[20]
- Władimir Biełow[22]
- Witalij Cieszkowski[23]
- Andriej Diewiatkin[22]
- Aleksiej Driejew[24]
- Aleksandr Griszczuk[23]
- Wladimir Hakopian[24]
- Gata Kamski[25]
- Garri Kasparow[5]
- Michaił Kobalija[22]
- Igor Łysyj[22]
- Władimir Małachow[9]
- Aleksandr Motylow[23]
- Jan Niepomniaszczi[22]
- Nuchim Raszkowski[23]
- Teymur Rəcəbov[26]
- Aleksandr Rustemow[20]
- Konstantin Sakajew[20]
- Jevgēņijs Svešņikovs[23]
- Piotr Swidler[27]
- Andriej Szarijazdanow[23]
- Aleksiej Szyrow[9]
- Michaił Ułybin[23]
- Rafajel Wahanian[23]
- Wadim Zwiagincew[26]